# Пелоп
Пело́п, також Пелопс (грец. Πέλοπας) — напівлегендарний фригійський царевич, епонім Пелопоннесу, герой, син Тантала й дочки Атланта Діони, онук Зевса.
Тантал, бажаючи переконатися, чи справді боги все знають, убив сина і тіло його подав як їжу запрошеним у гості мешканцям Олімпу. Боги не доторкнулися до їжі, тільки Деметра, засмучена втратою дочки, в задумі з'їла шматок плеча хлоп'яти. Боги наказали Гермесові оживити Пелопа. Гермес позбирав шматки тіла хлопчика й оживив його, а замість з'їденої Деметрою частини поставив слонову кістку. Відтоді всі нащадки Пелопа, Пелопіди, мали на плечі білу пляму.
За Піндаром, Посейдон забрав Пелопа на Олімп для обслуговування столу богів замість Ганімеда.
В одній із версій міфу, Пелопа з Фригії вигнав Іл. В інших — він вирушив до Греції добровільно. Пелопу вдалося залучити на свій бік одне з грецьких племен — ахейців, яких колись позбавили батьківщини їхні сусіди. Втративши рідну землю, ахейці облаштувалися на півночі країни — у Фтіотиді. І лише чекали слушної нагоди помститися кривдникам. Ахейці склали більшість пелопового війська. А згодом і сам Пелоп і його нащадки взяли собі ім'я ахейців, яке «робило» їх з фригійців греками. Про «ахейське завоювання» Греції, очолюване Пелопом, свідчать кургани, в яких були поховані фригійці, що прийшли разом з Пелопом. Їх ховали як героїв, що загинули в битвах.
У міфі, однак, йдеться не про війну, а про сватання Пелопа до Гіпподамії, дочки царя Піси Еномая, фессалійця за походженням. Для того, щоб здобути руку Гіпподамії, він мав перемогти її батька у змаганні на колісницях. Здобути перемогу прибульцю допомогли подаровані Посейдоном крилаті коні, за іншою версією, — закоханий у Гіпподамію візник Еномая Міртіл, якому було обіцяно півцарства і Гіпподамію на одну ніч. Міртіл замінив металеву чеку в колісниці Еномая на воскову, колісниця розбилась і Еномай загинув. Коли Міртіл уночі прийшов до Гіпподамії, Пелоп, прагнучи позбутися свідка його сумнівної перемоги, штовхнув візника в море. Падаючи, Міртіл прокляв Пелопа і весь його рід. Це спричинило тяжкі випробування, яких зазнали сини Пелопа та їхні нащадки Атрей, Тієст. Очищений Гефестом від крові Міртіла, Пелоп став володарем Піси.
Згодом Пелоп розпочав війну з аркадським царем Стимфалом. Здолати його в битві Пелоп не зміг, тож прикинувся його другом, підступно вбив та розрубав на шматки. Зрештою Пелоп та його нащадки стали царями у різних куточках Південної Греції — від Піси на заході до Спарти і Трезени на сході. Мегарський престол зрештою дістався сину Пелопа Алкафою. А найбільший грецький півострів почали іменувати Пелопоннесом, тобто «островом Пелопа». Можливо саме про державу Пелопа повідомляють і хеттські архіви, іменуючи її «Аххіявою».
Згідно з міфами Гіпподамія народила від Пелопа Атрея, Тієста, Алкафоя, Копрея та ін. Крім того, йому приписують кількох синів — епонімів міст і областей Пелопоннесу. В Еліді, в Олімпії, існував культ Пелопа. Після тривалого владарювання він був похований на берегах Алфею. Змагання, влаштовані на його похороні, згодом поновив Геракл як Олімпійські ігри.